# Сельское поселение Тёплый Стан
Сельское поселение Тёплый Стан — муниципальное образование в Елховском районе Самарской области России.
Административный центр — село Тёплый Стан.

## Административное устройство
В состав сельского поселения Тёплый Стан входят:
- село Борма,
- село Тёплый Стан.